# 福井市美山啓明小学校
福井市美山啓明小学校（ふくいし みやまけいめいしょうがっこう）は、福井県福井市朝谷町にある公立小学校。

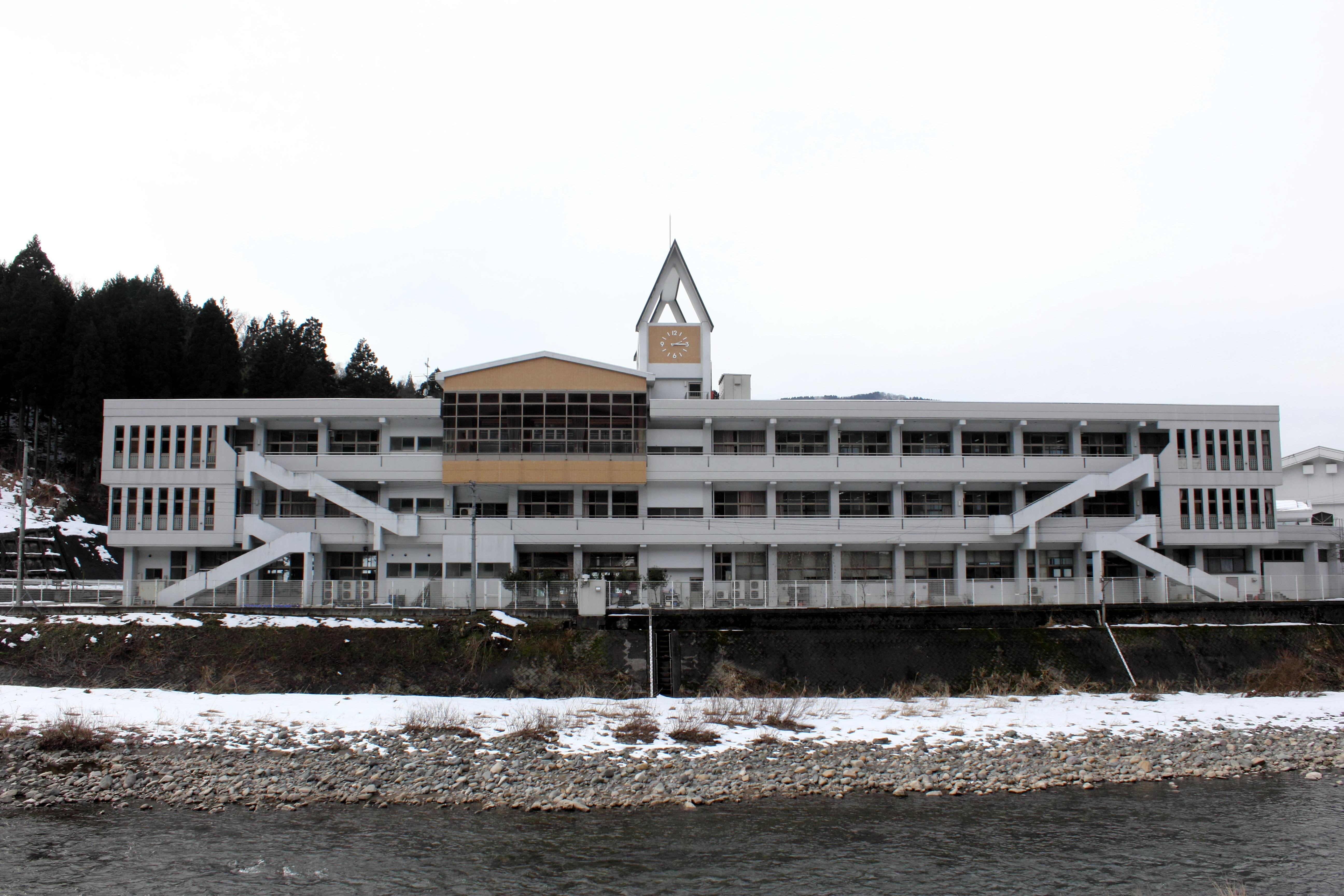
福井市美山啓明小学校（足羽川より）

## 沿革
- 2000年（平成12年）
  - 10月 - 校名・校章・校歌の策定作業実施。
  - 11月 - 新校舎・新体育館落成式挙行。
- 2001年（平成13年）
  - 3月 - 芦見小学校・上味見小学校・下味見小学校・上宇坂小学校の4校閉校式挙行。
  - 4月 - 芦見小学校・上味見小学校・下味見小学校・上宇坂小学校の4校を統合し、美山町立啓明小学校開校。開校式挙行し、校旗・校章・校歌披露。
  - 6月 - 学校プール・幼児プール竣工し、落成式挙行。
  - 11月 - グラウンドの整備・改修工事完了。
  - 12月 - 周辺整備工事完了。
- 2004年（平成16年）7月 - 福井豪雨災害により、校庭が被災。
- 2006年（平成18年）2月1日 - 美山町の福井市への合併により、福井市美山啓明小学校と改称。
- 2007年（平成19年）4月 - 学校環境ISOの認定を受ける。
- 2011年（平成23年）11月 - 環境緑化モデル事業でビオトープ設置。校庭に桜3本記念植樹。
- 2012年（平成24年）12月 - 幼稚園に放課後児童クラブを移設。
- 2013年（平成25年）9月 - 上宇坂地区と合同体育祭を実施。
- 2015年（平成27年）
  - 10月 - 体育館洋式トイレ設置。
  - 12月 - 体育館玄関の扉を折戸式扉へ交換。
- 2020年（令和2年）3月 - 美山啓明幼稚園閉園。

## 通学区域
出典
- 皿谷町・所谷町・西中町・美山大谷町・篭谷町・吉山町・中手町・神当部町・味見河内町・南野津又町・小当見町・西市布町・折立町・赤谷町・横越町・東河原町・西河原町・朝谷町・小宇坂町・小宇坂島町・蔵作町・東天田町・西天田町・椙谷町・境寺町・美山町・品ケ瀬町

## 進学先中学校
- 福井市美山中学校

## 交通
- JR九頭竜線美山駅より徒歩18分
- 京福バス56「池田線」で、「朝谷」下車。

## 周辺
- 足羽川
- 医療法人厚生会福井厚生病院訪問看護ひまわりステーション（美山サテライト）